# Campeonato Panamericano de Balonmano Juvenil Femenino de 2010
El VIII Campeonato Panamericano de Balonmano Juvenil Femenino se disputó en Camboriu, Brasil entre el 14 y el 17 de abril de 2010 bajo la organización de la Federación Panamericana de Handball  El torneo pone 4 plazas para el Campeonato Mundial de balonmano Juvenil Femenino de República Dominicana 2010.

## Primera fase

### Grupo A
| Equipo               | J | G | E | P | GF | GC | DG  | PTS |
| -------------------- | - | - | - | - | -- | -- | --- | --- |
| Brasil               | 3 | 3 | 0 | 0 | 99 | 50 | +49 | 6   |
| República Dominicana | 3 | 2 | 0 | 1 | 82 | 69 | +13 | 4   |
| Chile                | 3 | 1 | 0 | 2 | 50 | 75 | -25 | 2   |
| México               | 3 | 0 | 0 | 3 | 51 | 88 | -37 | 0   |

#### Resultados
| Fecha      | Hora  | Partido³             | Partido³ | Partido³             | Resultado |
| ---------- | ----- | -------------------- | -------- | -------------------- | --------- |
| 13.04.2010 | 10:00 | República Dominicana | -        | Chile                | 26-14     |
| 13.04.2010 | 19:00 | Brasil               | -        | México               | 36-10     |
| 14.04.2010 | 13:30 | Chile                | -        | México               | 19-17     |
| 14.04.2010 | 19:00 | Brasil               | -        | República Dominicana | 31-23     |
| 15.04.2010 | 10:00 | República Dominicana | -        | México               | 33-24     |
| 15.04.2010 | 13:30 | Brasil               | -        | Chile                | 32-17     |

### Grupo B
| Equipo      | J | G | E | P | GF  | GC  | DG  | PTS |
| ----------- | - | - | - | - | --- | --- | --- | --- |
| Uruguay     | 3 | 3 | 0 | 0 | 110 | 54  | +56 | 6   |
| Argentina   | 3 | 2 | 0 | 1 | 86  | 61  | +25 | 4   |
| Paraguay    | 3 | 1 | 0 | 2 | 71  | 76  | -5  | 2   |
| Puerto Rico | 3 | 0 | 0 | 3 | 41  | 117 | -76 | 0   |

#### Resultados
| Fecha      | Hora  | Partido³  | Partido³ | Partido³    | Resultado |
| ---------- | ----- | --------- | -------- | ----------- | --------- |
| 13.04.2010 | 13:30 | Argentina | -        | Paraguay    | 29-14     |
| 13.04.2010 | 17:00 | Uruguay   | -        | Puerto Rico | 46-11     |
| 14.04.2010 | 10:00 | Argentina | -        | Puerto Rico | 37-17     |
| 14.04.2010 | 17:00 | Uruguay   | -        | Paraguay    | 34-23     |
| 15.04.2010 | 19:00 | Paraguay  | -        | Puerto Rico | 34-13     |
| 15.04.2010 | 17:00 | Uruguay   | -        | Argentina   | 30-20     |

### 5º al 8º Puesto
| Fecha      | Hora² | Partido³    | Partido³ | Partido³ | Resultado |
| ---------- | ----- | ----------- | -------- | -------- | --------- |
| 16.04.2010 | 10:00 | Puerto Rico | -        | Chile    | 28-26     |
| 16.04.2010 | 15:30 | México      | -        | Paraguay | 22-20     |

### 7º/8º puesto
| Fecha      | Hora² | Partido¹ | Partido¹ | Partido¹ | Resultado |
| ---------- | ----- | -------- | -------- | -------- | --------- |
| 17.04.2010 | 10:00 | Paraguay | -        | Chile    | 32-24     |

### 5º/6º puesto
| Fecha      | Hora² | Partido¹ | Partido¹ | Partido¹    | Resultado |
| ---------- | ----- | -------- | -------- | ----------- | --------- |
| 17.04.2010 | 13:30 | México   | -        | Puerto Rico | 28-27     |

## Segunda fase

### Semifinales
| Fecha      | Hora² | Partido³             | Partido³ | Partido³  | Resultado |
| ---------- | ----- | -------------------- | -------- | --------- | --------- |
| 16.04.2010 | 17:00 | República Dominicana | -        | Uruguay   | 40-36     |
| 16.04.2010 | 19:00 | Brasil               | -        | Argentina | 32-23     |

### 3º/4º puesto
| Fecha      | Hora² | Partido¹  | Partido¹ | Partido¹ | Resultado |
| ---------- | ----- | --------- | -------- | -------- | --------- |
| 17.04.2010 | 17:00 | Argentina | -        | Uruguay  | 31-28     |

### Final
| Fecha      | Hora² | Partido¹ | Partido¹ | Partido¹             | Resultado |
| ---------- | ----- | -------- | -------- | -------------------- | --------- |
| 17.04.2010 | 19:00 | Brasil   | -        | República Dominicana | 24-23     |

| Brasil           |
| Campeón          |
| Brasil 8° título |

### Clasificación general
| 1. Brasil               |
| 2. República Dominicana |
| 3. Argentina            |
| 4. Uruguay              |
| 5. México               |
| 6. Puerto Rico          |
| 7. Paraguay             |
| 8. Chile                |

## Clasificados al Mundial 2010
| Bandera de Brasil | Bandera de la República Dominicana | Bandera de Argentina | Bandera de Uruguay |
| Brasil            | República Dominicana               | Argentina            | Uruguay            |
| ----------------- | ---------------------------------- | -------------------- | ------------------ |